# Вавин, Николай Григорьевич
Николай Григорьевич Вавин (1878, Арзамас — 15 апреля 1939, полигон «Коммунарка») — русский, советский юрист.

## Биография
Родился в купеческой семье в Арзамасе в 1878 году. В 1899 году окончил Нижегородскую мужскую гимназию и поступил на юридический факультет Императорского Московского университета. После его окончания университета в 1904 году был помощником присяжного поверенного округа Московской судебной палаты, а в 1910—1917 годах — присяжным поверенным. В 1913—1923 годах преподавал в Московском коммерческом институте, а также на Московских коммерческих курсах Московского общества распространения коммерческого образования.
До 1918 года был активным членом партии кадетов. В 1918—1938 годах состоял членом Московской городской коллегии защитников; в 1930-х годах работал юрисконсультом Большого Северного телеграфного общества.
Жил в Москве в Долгом переулке (д. 11, кв. 4).
Был арестован 27 апреля 1938 года по делу «подпольной кадетско-меньшевистской террористической организации». Группового дела по этой мифической организации не возбуждалось; на каждое лицо, обвинявшееся в принадлежности к ней, заводилось отдельное следственное дело. В апреле—сентябре 1938 года по этому делу стали привлекаться профессоры-правоведы и адвокаты, в числе которых оказался и Н. Г. Вавин. 
По обвинению в шпионаже и участии в контрреволюционной организации Военной коллегией Верховного суда СССР 14 апреля 1939 года был приговорён к расстрелу. Расстрелян 15 апреля 1939 года на полигоне «Коммунарка».
Реабилитирован 11 июня 1957 года определением Военной коллегии Верховного суда СССР.

## Научная деятельность
Основные направления исследований Н. Г. Вавина составляли проблемы гражданского права — вопросы обязательственного, наследственного, семейного и имущественного права.
Источник — Электронные каталоги РНБ
- Вавин Н. Г. Договор займа по гражданскому кодексу : Догмат. очерк с прилож. соответствующего законодат. материала. — М : Изд. секция Всерокомпома, 1923. — 34 с. — (Юрид. б-ка / Под ред. Н. Г. Вавина, В. Е. Герасимовича, А. Н. Ляхова и Б. Ф. Мовчановского ; № 20)
- Вавин Н. Г. Завещательный отказ по русскому праву. — М. : Кн. маг. И. К. Голубева, п/ф «Правоведение», 1915. — 146+2 с.
- Вавин Н. Г. Зачет обязательств. — 2-е изд., испр. и доп. — М. : кн. маг. «Правоведение», 1914. — 66 с.
- Вавин Н. Г. Казусы по гражданскому праву. — М. : Кн. маг. «Высш. шк.», 1915. — 48 с.
- Вавин Н. Г. Кодекс законов о браке, семье и опеке : Практический комментарий. — М. : Право и жизнь, 1927 (14-я тип. Мосполиграф). — 133 с.
- Вавин Н. Г. Купля-продажа по гражданскому кодексу. — М : Изд-во Всерос. к-та помощи инвалидам войны при ВЦИК советов, 1923. — 95 с. — (Юрид. б-ка / Под ред. Н. Г. Вавина, В. Э. Герасимовича, А. Н. Ляхова и Б. Ф. Мовчановского ; № 19)
- Вавин Н. Г. Научно-практический комментарий Положения о векселях 1922 года. — М : Юрид. изд-во Наркомюста, 1923. — 128 с.
- Вавин Н. Г. Национализация и муниципализация имущества : Сводка декретов, постановлений, инструкций, циркуляров, разъяснений Пленума Верхов. суда, определений Кассац. коллегии Верхов. суда и разъяснений III отд. НКЮ. — 2-е изд. — М : Юрид. изд-во Наркомюста РСФСР, 1925. — 120+8 с.
- Вавин Н. Г. Ничтожные сделки : (Ст.30 Гражд. код. РСФСР и УССР и последствия ее нарушения). — М : Правовая защита, 1926. — 24 с.
- Вавин Н. Г. Обеспечение обязательств по гражданскому кодексу (задаток, неустойки, поручительства и залог) : Коммент. к ст. ст. 85-105, 141—143, 236—250 Гражд. кодекса. — М : Изд-во Всерос. к-та помощи инвалидам войны, 1923. — 46 с. — (Юрид. б-ка / Под ред. Н. Г. Вавина, В. Э. Герасимовича, А. Н. Ляхова и Б. Ф. Мовчановского ; № 17)
- Вавин Н. Г. Положение о векселях : Научно-практический комментарий / С предисл. проф. А. Э. Вормса. — 2-е изд., перераб. и доп. — М. : Право и жизнь, 1927 (тип. МКХ им. Ф. Я. Лаврова). — 176 с.
- Вавин Н. Г. Положение о городских общественных банках (т. XI, ч. 2, раздел XI, изд. 1903 г.) : С объясн. по решениям Гражд. кассац. деп. Правительствующего сената. — М. : Жизнь и правда (Юрид. отд.), 1908. — 62+1 с.
- Вавин Н. Г. Право собственности : Коммент. к ст. ст. 52-70 Гражд. кодекса с прилож. соответствующих законоположений и инструкций. — М : Изд-во Всерос. к-та помощи инвалидам войны, 1923. — 152 с. — (Юрид. б-ка / Под ред. Н. Г. Вавина, В. Э. Герасимовича, А. Н. Ляхова и Б. Ф. Мовчановского ; № 18)
- Вавин Н. Г. Природа и понятие договорной цессии в современных законодательствах. — М. : тип. Г. Лисснера и Д. Собко, 1916. — 30 с.
- Вавин Н. Г. Сделки со строениями : (Сб. законоположений, ведомств. инструкций, циркуляров, разъяснений и определений Верхов. суда и разъяснений III отд. НКЮ, опубл. по 1 марта 1926 г., по вопросу об условиях, порядке и форме совершения залога, запродажи, купли-продажи, мены, дарения и завещания строений и права застройки). — М : Юрид. изд-во НКЮ РСФСР, 1926. — 203 с.
- Вавин Н. Г. Форма и порядок совершения договоров по Гражданскому кодексу : Догмат. очерк с прил. соответствующего законодат. материала. — М : Издат. секция Всерокомпома, 1923. — 53 с. — (Юрид. б-ка / Под ред. Н. Г. Вавина, В. Э. Герасимовича, А. Н. Ляхова и Б. Ф. Мовчановского ; № 25)
- Вавин Н. Г., Вормс А. Э. Товарищества простое, полное и на вере : Коммент. к ст. ст. 276—317 Гражд. кодекса. — М : Право и жизнь, 1924. — 10+129 с.
  -  — 2-е изд., испр. и доп. — М.: кооп. изд-ское т-во «Право и жизнь», 1928. — 194 с.
- Вавин Н. Г., Иеринг Р., Каминка А. И. Казусы по гражданскому праву / [предисл.: В. А. Белов]. — М.: ЮрИнфорР, 2011. — 367 с. — (Библиотека «ЮрИнфоР»; Серия «Научное наследие»).
- Сборник законоположений, инструкций и циркуляров по вопросу о денационализации и демуниципализации имущества / Сост. Н.Вавин. — М : Изд-во Всерос. к-та помощи инвалидам войны, 1923. — 60 с. — (Юрид. б-ка / Под ред. Н. Г. Вавина, В. Э. Герасимовича, А. Н. Ляхова и Б. Ф. Мовчановского ; № 23)
- Революция и сила гражданских законов. — 1917.
- Обеспечение обязательств по гражданскому кодексу. — 1923.
- практический комментарий к Кодексу законов о браке, семье и опеке. — 1927.
- Положение о городских общественных банках с объяснениями. — 1908.
- Взаимоотношение между векселем и основной сделкой. — 1914.

См. также
- Библиография Н. Г. Вавина. Юридическая Россия. Дата обращения: 6 марта 2016.